# State Trooper (Fernsehserie)
State Trooper ist eine US-amerikanische Kriminal-Fernsehserie. Sie spielt im Bundesstaat Nevada, wurde aber vom 25. September 1956 bis zum 25. Juni 1959 in den Revue Studios in Chatsworth im Los Angeles County/Kalifornien gedreht. Gaststars waren u. a. James Coburn, Angie Dickinson, Lee van Cleef, Robert Vaughn, DeForest Kelley, Michael Landon und Frank De Vol. Laut Abspann wurde die Produktion durch 1953 gegründete Nevada Sheriffs' and Chiefs' Association unterstützt. Alle drei Staffeln wurden 2010/2011 von Timeless Media Group auf DVD ediert.

## Inhalt
Lieutenant Rod Blake ist Trooper (der niedrigste Dienstgrad) des Nevada Department of Public Safety, der Staatskriminalpolizei von Nevada. Seine Aufgabe besteht in der kriminalistischen Unterstützung der lokalen Polizeibehörden wie den Sheriff-Büros. Blake operiert von Reno, Las Vegas und Carson City aus. Aufgrund der geographischen Beschaffenheit Nevadas ist Blake öfter gezwungen, seine Aufgaben auch per Pferd wahrzunehmen. Er besitzt daher für seinen Streifenwagen einen Anhänger, in dem das Tier transportiert werden kann.

## Folgen
| #   | Titel                               | Premiere |
| --- | ----------------------------------- | -------- |
| 1   | The Bride Wore Bullets              | 1956     |
| 2   | Still Water Runs Red                | 1956     |
| 3   | What's Mine Is Mine                 | 1956     |
| 4   | The Black Leaper                    | 1956     |
| 5   | Rodeo Rough House                   | 1956     |
| 6   | Red Badge of Death                  | 1956     |
| 7   | The Paperhanger of Pioche           | 1956     |
| 8   | Meeting at Julias                   | 1956     |
| 9   | Jailbreak at Tonopah                | 1956     |
| 10  | The Hills of Homicide               | 1956     |
| 11  | From Here to Molokai                | 1956     |
| 12  | What Price Gloria                   | 1956     |
| 13  | Weep No More O’Grady                | 1956     |
| 14  | Nevada Boy, Pride and Joy           | 1956     |
| 15  | One Way to Tahoe                    | 1956     |
| 16  | Room Service for 321                | 1957     |
| 17  | The Cash Out                        | 1957     |
| 18  | Trail of the Dead                   | 1957     |
| 19  | Rocking Chair Bandit                | 1957     |
| 20  | Coate of Many Colors                | 1957     |
| 21  | Boulder Joe's Bottle House          | 1957     |
| 22  | Who Killed Doc. Robbins             | 1957     |
| 23  | Buck Fever                          | 1957     |
| 24  | No Fancy Cowboys                    | 1957     |
| 25  | The Widow Makers                    | 1957     |
| 26  | Violets on Mt. Rose                 | 1957     |
| 27  | Mystery Sniper                      | 1957     |
| 28  | The Last Stage Robbery              | 1957     |
| 29  | The Silver Duke                     | 1957     |
| 30  | Death on the Rock                   | 1957     |
| 31  | Diamonds Come High                  | 1957     |
| 32  | The Last War Party                  | 1957     |
| 33  | Voice of the Bug                    | 1957     |
| 34  | Cinder Jungle                       | 1957     |
| 35  | The One That Didn't Get Away        | 1957     |
| 36  | Jail Trail                          | 1957     |
| 37  | No Blaze of Glory                   | 1957     |
| 38  | Beef ala Murder                     | 1957     |
| 39  | Ride Till You Die                   | 1957     |
| 40  | The Live Shell Game                 | 1957     |
| 41  | Out of Line                         | 1957     |
| 42  | A Penny Saved                       | 1957     |
| 43  | Madman on the Mountain              | 1957     |
| 44  | Safe on a Boat                      | 1957     |
| 45  | Fury on Fremont Street              | 1957     |
| 46  | The Talking Corpse                  | 1957     |
| 47  | The Gandy Dancers of Steptoe Valley | 1957     |
| 48  | The Sound of Death                  | 1957     |
| 49  | The Dancing Dowager                 | 1957     |
| 50  | The Only Girl on Boot Hill          | 1957     |
| 51  | Diamonds in the Rough               | 1958     |
| 52  | Cable Car to Tombstone              | 1958     |
| 53  | The Perilous Picnic                 | 1958     |
| 54  | Grudge Race                         | 1958     |
| 55  | The Doll Who Couldn't Sleep         | 1958     |
| 56  | Death on Wheels                     | 1958     |
| 57  | Full Circle                         | 1958     |
| 58  | Dangerous Honeymoon                 | 1958     |
| 59  | The Case of the Happy Dragon        | 1958     |
| 60  | Sweetheart of Sigmund Kaye          | 1958     |
| 61  | Wild Green Yonder                   | 1958     |
| 62  | 710 Hysteria Street                 | 1958     |
| 63  | Crisis at Comstock                  | 1958     |
| 64  | Kitchen Kill                        | 1958     |
| 65  | Stay Lost Little Girl               | 1958     |
| 66  | Firebug                             | 1958     |
| 67  | 312 Vertical                        | 1958     |
| 68  | The Last Waltz                      | 1958     |
| 69  | No, My Darling Daughter             | 1958     |
| 70  | Key to a Killer                     | 1958     |
| 71  | Joker's Dead                        | 1958     |
| 72  | The Winnemucca Weskit               | 1958     |
| 73  | You Can't Run Forever               | 1958     |
| 74  | Sweet & Gentle, Ltd.                | 1958     |
| 75  | The Clever Man                      | 1958     |
| 76  | When the Cat's Away                 | 1958     |
| 77  | Hardrock Man                        | 1958     |
| 78  | Prettiest Dress in Goldfield        | 1959     |
| 79  | The Trap That Jack Built            | 1959     |
| 80  | This One'll Kill Ya                 | 1959     |
| 81  | Excitement at Milltown              | 1959     |
| 82  | Lonely Valley                       | 1959     |
| 83  | Travel Now, Slay Later              | 1959     |
| 84  | Fiddle Dee Dead                     | 1959     |
| 85  | The Silver Spiral                   | 1959     |
| 86  | Inherit a Bullet                    | 1959     |
| 87  | The Man from Solitary               | 1959     |
| 88  | Hard Money, Soft Touch              | 1959     |
| 89  | Carson City Kitty                   | 1959     |
| 90  | The Judas Tree                      | 1959     |
| 91  | The Choker                          | 1959     |
| 92  | Case of the Barefoot Girl           | 1959     |
| 93  | Let 'Em Eat Smoke                   | 1959     |
| 94  | The Patient Skeleton                | 1959     |
| 95  | Pistols for Two                     | 1959     |
| 96  | While Jerome Burned                 | 1959     |
| 97  | The Night Has a Thousand Eyes       | 1959     |
| 98  | So Early in the Mourning            | 1959     |
| 99  | Love on the Rocks                   | 1959     |
| 100 | And Baby Makes Two                  | 1959     |
| 101 | Everything Else Is Bridgeport       | 1959     |
| 102 | The Girl on Cloud Nine              | 1959     |
| 103 | Another Chance                      | 1959     |
| 104 | The Woman Who Cried Wolf            | 1959     |
| 105 | Larceny and Old Ace                 | 1959     |